# Revolução urbana
Revolução urbana é um termo usado pela arqueologia, história e antropologia do mundo antigo para designar o surgimento das primeiras cidades, em especial na região do Crescente Fértil, no Oriente Médio, a partir do Quinto milénio a.C. O termo foi cunhado pelo antropólogo Vere Gordon Childe na década de 1930 e se popularizou como o pré-requisito necessário para o surgimento da civilização humana.
Embora a arqueologia tenha confirmado o surgimento das primeiras na região do Crescente Fértil, como Ur, Uruque e o recentemente escavado sítio de Telel Hamucar, a revolução urbana também se deu em outras regiões e períodos e não necessariamente da mesma forma, como é o caso do vale do rio Indo, com cidades antigas como Moenjodaro, e na Mesoamérica.

## Pré-requisitos da revolução urbana
Segundo Gordon Childe, seriam necessárias dez características de uma concentração populacional para que se configurasse a revolução urbana:
1. Grande população e grande ocupação de um determinado território (cidades)
2. Especialização integral e divisão avançada do trabalho
3. Produção de um excedente agrícola que sustente o governo e uma sociedade dividida em funções
4. Edifícios públicos monumentais
5. Uma elite governante, em especial os sacerdotes
6. Escrita
7. Ciências exatas (aritmética, geometria, astronomia) e um calendário
8. Estilos artísticos sofisticados.
9. Comércio regular de longa distância.
10. O Estado.

## As Primeiras Cidades

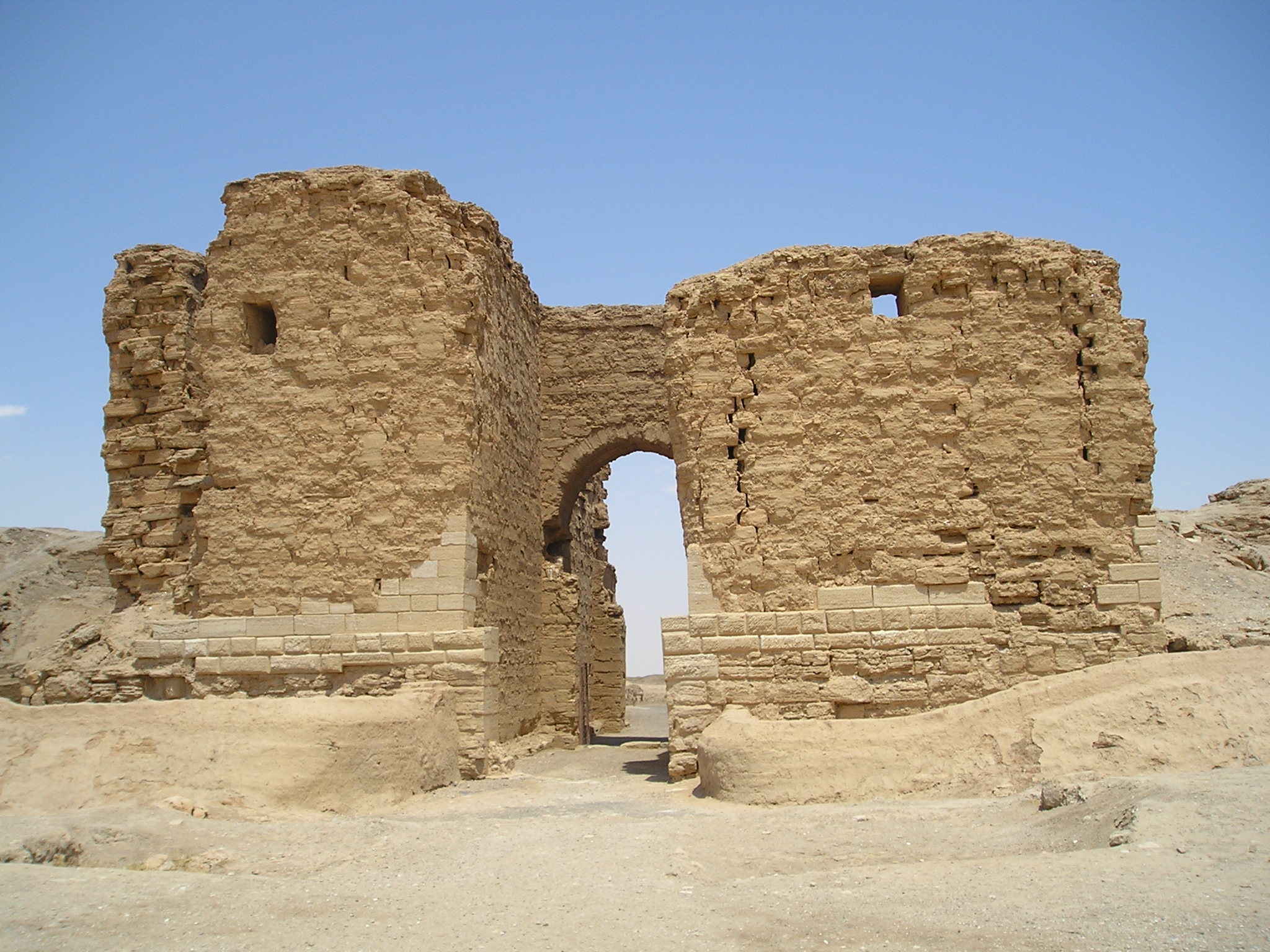
Situada na região onde atualmente está a Síria, a cidade de Dura Europo foi de grande importância para o comércio fluvial dos primeiros agricultores mesopotâmicos.

Por volta de 6 000 a.C., alguns grupos humanos descobriram a técnica de produção de cerâmica pelo aquecimento da argila. Na mesma época aprenderam a converter fibras naturais em fios e estes em tecidos. Aos poucos começaram a trabalhar com metais para produzir instrumentos. Os indivíduos que trabalhavam com cerâmica, metais e tecelagem tornaram-se artesãos. Eram os primeiros sinais de mais uma divisão social do trabalho (antes apenas entre homens e mulheres). A diversidade na produção, a especialização do trabalho e as novas funções na sociedade contribuíram para que algumas comunidades de agricultores se transformassem em vilas e cidades, constituindo o que alguns historiadores chamaram de Revolução Urbana.
A sedentarização, causada pela agricultura, provocou verdadeira revolução no modo de vida da humanidade. Um dos acontecimentos mais importantes relacionados a isso foi o desenvolvimento das vilas e cidades.
Em geral, as vilas desenvolveram-se em regiões onde os solos eram férteis e propícios à agricultura. Elas tinham inúmeras funções. Na América, por exemplo, estavam associadas a cultos religiosos, mas podiam também servir de abrigo para artesãos e de espaço de troca de produtos. Dessa forma, o surgimento das vilas e cidades facilitou a prática do comércio e o desenvolvimento de novas técnicas, como a olaria (fabricação de peças de barro) e da metalúrgica (fabricação de peças de metais).
Assim, percebe-se que o processo de consolidação das vilas está associado ao aumento da organização social. Em outras palavras, está relacionado com a prática da religião e do comércio, com o aumento da população e com a diversificação das atividades produtivas.

### Çatalhüyük

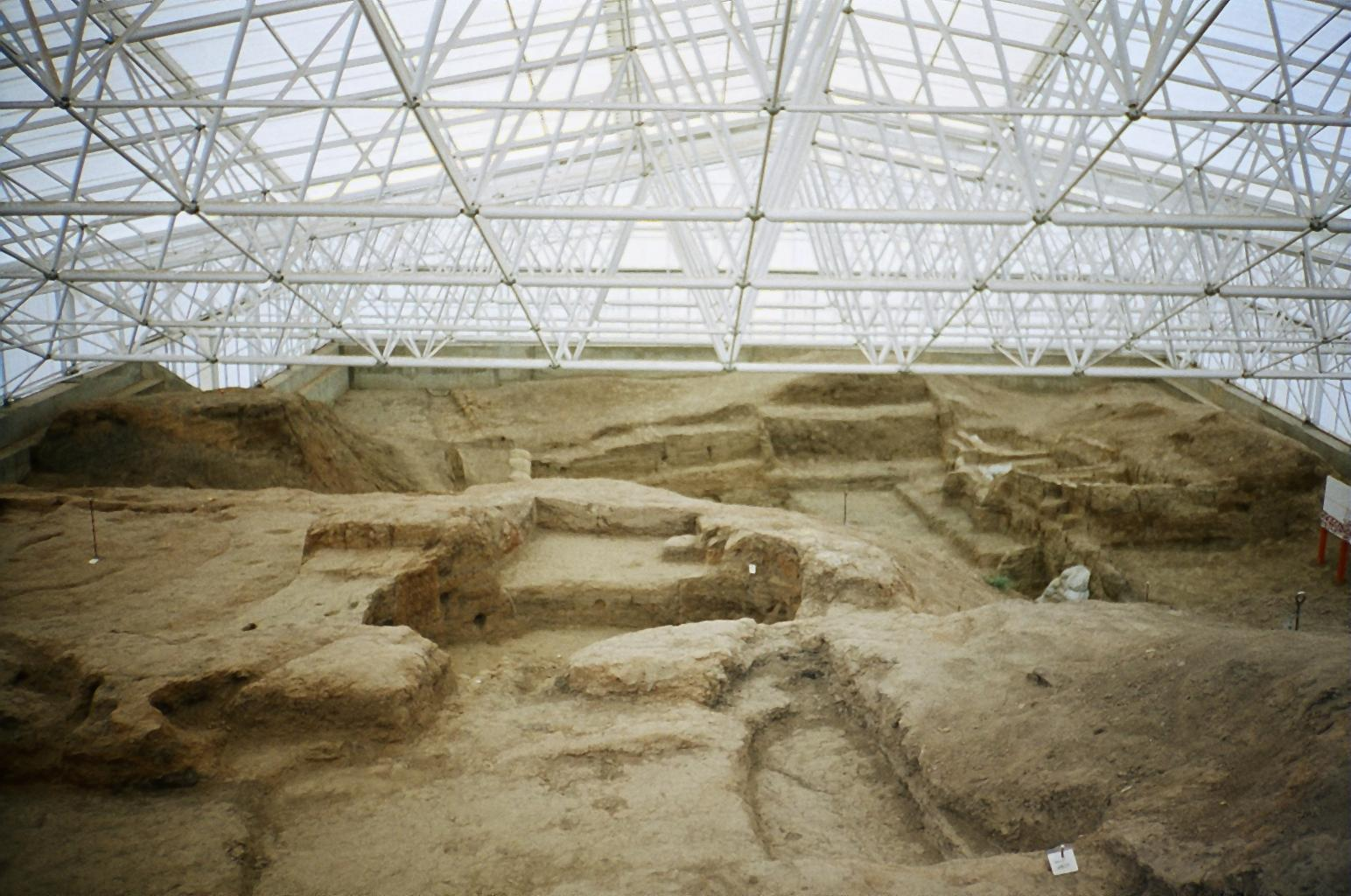
Escavações na área sul de Çatalhüyük, uma das primeiras cidades do mundo.

Uma das mais antigas cidades do mundo é Çatal Huyuk. Ela foi descoberta em escavações no centro sul da Turquia, no Oriente Médio. As casas dessa cidade eram feitas de tijolos e construídas uma ao lado da outra, sem espaço de circulação entre elas. O acesso às casas era feito por aberturas nos telhados, e os habitantes circulavam de um lugar a outro caminhando sobre as casas.
As escavações realizadas em Çatal Huyuk podem mostrar muito da vida dos grupos humanos que habitaram essa região entre 12 mil e 7 mil anos atrás. A economia da cidade, cuja população era cerca de 5 mil habitantes, baseava-se na agricultura, além de ter importante comércio de pedra vítrea de vulcão (obsidiana).
A descoberta da cerâmica também foi um grande marco neste momento e o domínio do fogo.

## Comércio
O aumento da produção criou excedentes e permitiu as trocas de produtos, que dão origem ao comércio. Privativamente a atividade do comércio se faz de comunidade para comunidade em meio de seus chefes. Pouco a pouco, porém, forma-se um grupo de indivíduos especializados em vender e comprar mercadorias. O comércio, por sua vez, aproxima vendedores e compradores, favorecendo o desenvolvimento das cidades.

### Rios e Vales

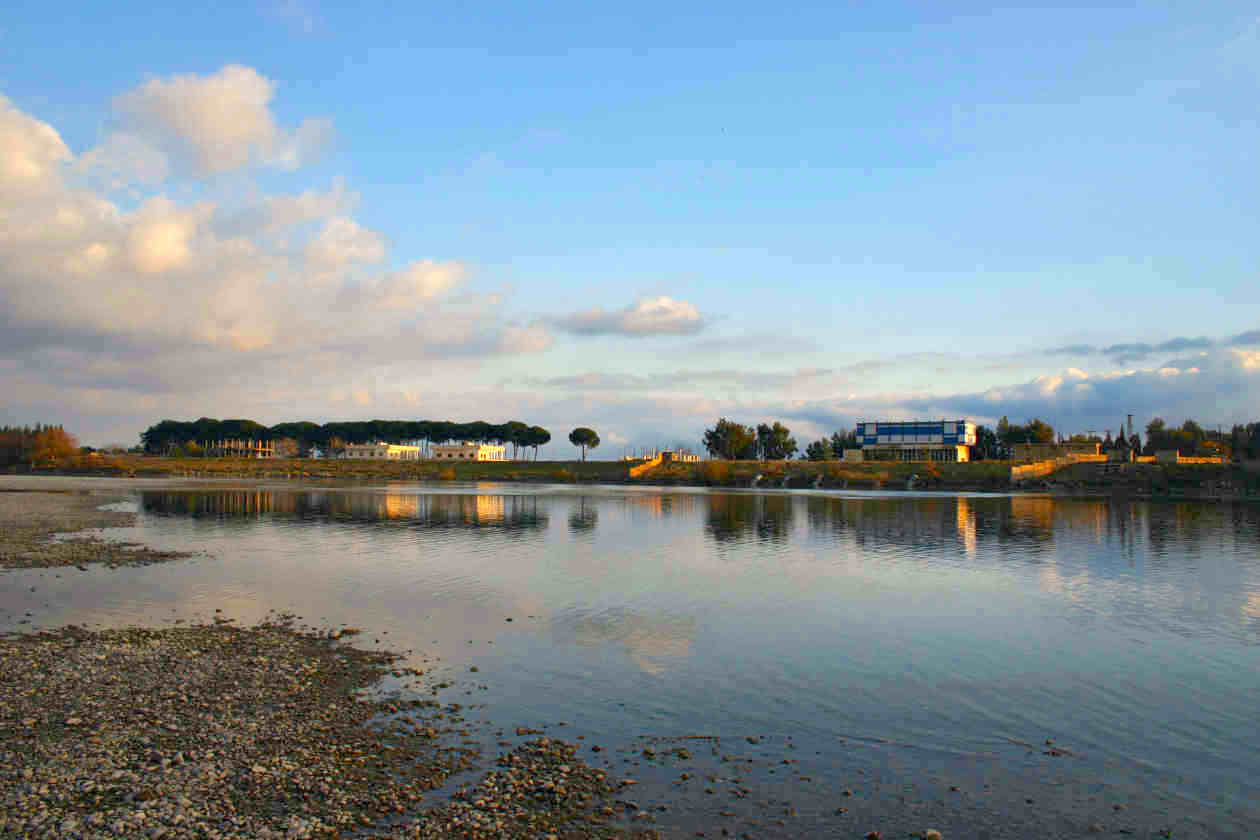
Rio Eufrates, berço de uma das maiores das civilizações da Antiguidade: a Mesopotâmia.

Desde o início da Pré História, o homem tem procurado os rios para se orientar no espaço e obter água. Foi ao longo dos rios que floresceram, no começo da História, as civilizações agrícolas, as primeiras a submeterem o espaço terrestre e a natureza a seus desígnios. E foi junto aos grandes rios da Antiguidade que se desenvolveram as civilizações que deram um novo rumo à História da humanidade, por vezes chamadas de Civilizações Fluviais, por que foram os rios o fator decisivo para o desenvolvimento agrícola.
As grandes civilizações fluviais, que eram economicamente dependentes das culturas irrigadas e contavam com uma população numerosa e em grande parte urbanizada, floresceram nas planícies aluviais formadas pelas enchentes de um dos dois grandes rios. Assim, os berços das civilizações chinesa, indiana, sumério-babilônica e egípcia foram, respectivamente, os rios Amarelo e Azul, Indo e Ganges, Tigre e Eufrates e Nilo
A primeiras plantações agrícolas se deram, portanto, nos vales, as regiões férteis que margeiam os rios. Cidades como Çatal Huyuk, Dura Europo, Ur, Uruk e muitas outras das primeiras sociedades sedentárias se formaram ao longo de rios, devido à necessidade da fertilidade do solo para as práticas agrícolas.

### Relações Sociais
Com o desenvolvimento maior da agricultura e da produção, surgiram mudanças não só nos instrumentos de trabalhos e na formação de cidades, mas também nas relações sociais entre os homens. No início, a produção agrícola era um empreendimento familiar: pai, mãe, filhos e filhas de diversas idades, cada qual passou a trabalhar a terra com determinados deveres fixados por tradição.
O investimento de muito trabalho no cultivo da terra, porém, levou ao desejo de posse da terra e à criação do direito de herança. Em alguns casos, o primogênito herdava a terra e os mais jovens, sem possuírem terras próprias, passavam a servi-lo; ou, então, a servir a outros donos de terras. Em outras sociedades, a distribuição de terras podia ser igualitária entre os irmãos, o que eventualmente diminuía a porção herdada por cada um e poderia gerar conflitos.
Com o tempo, as sociedades dos agricultores e criadores de gado passaram a se organizar em tribos maiores. As tribos eram constituídas por um conjunto de famílias que viviam na mesma região e que provinham de um tronco comum. As famílias eram chamadas de clãs, e sua unidade e coesão provinha principalmente do culto aos ancestrais comuns.
O uso de instrumentos de metal provocou um grande salto na produção agrícola. Os novos instrumentos permitiram produzir mais e melhor em menos tempo. Com isso as comunidades primitivas começaram a produzir mais do que necessitavam. Essa produção a mais chama-se excedente. Esse excedente agrícola permitiu, em última instância, o desenvolvimento das cidades, pois permitiu que um grupo de pessoas pudesse se dedicar a outras atividades que não a produção agrícola. O excedente passaria a alimentar artesãos, dedicados a outros serviços dentro da comunidade, e a sacerdotes e administradores urbanos.

### Crescente Fértil

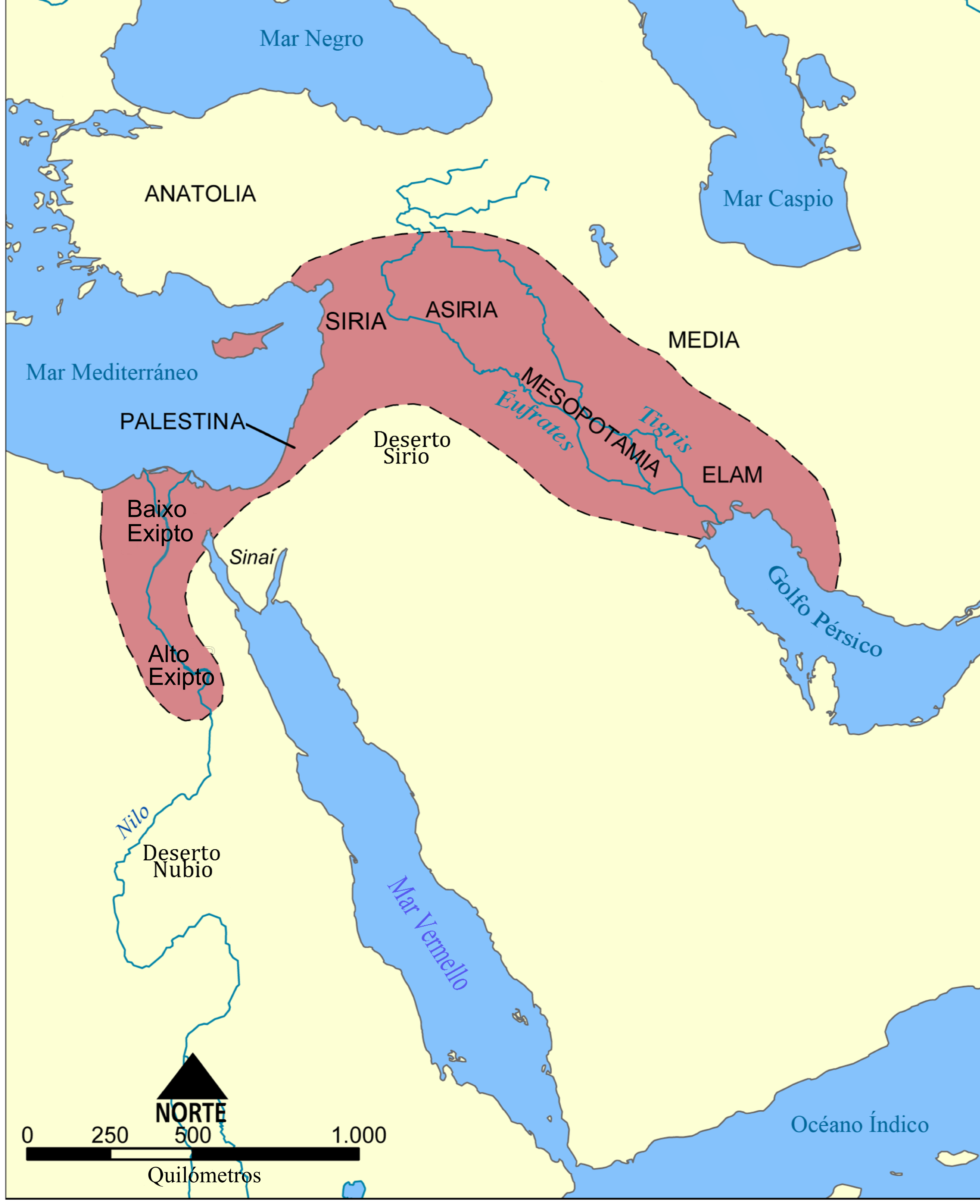
Mapa mostrando a área do Crescente Fértil

Çatal Huyuk foi construída numa região habitualmente chamada de Crescente Fértil. Essa região englobava a Mesopotâmia, uma faixa de terra junto ao mar Mediterrâneo e nordeste da áfrica. A região recebeu este nome pelo fato de seu traçado ser semelhante à Lua na fase quarto crescente, e também pela presença de grandes rios, cujos vales apresentavam solos férteis propícios para a prática da agricultura.
As condições locais favoreceram o aparecimento de inúmeras sociedades. As terras férteis propiciaram a fixação de povos nômades e impulsionaram a agricultura baseada na irrigação, principalmente na região do Egito e da Mesopotâmia.
Dentre as cidades mais antigas do mundo, frutos do desenvolvimento agrícola, destacam-se as localizadas na Mesopotâmia, construídas pela etnia dos caldeus cerca de 5 a 6 mil anos atrás. As cidades mais famosas foram Ur e Urak. Entre 1920 e 1940, escavações arqueológicas demonstraram a enorme riqueza das sociedades que ali viveram. Por volta  de 2500 a.C., estima-se que Ur tivesse 40 mil habitantes, uma verdadeira megalópole para a época. Em suas escavações, os arqueólogos descobriram tesouros dos governantes de Ur e as evidências da pujança do comércio a longa distância e do sistema de registro comercial baseado na escrita cuneiforme.